# 1944 (pjesma)
»1944« pjesma je koju je napisala i izvela ukrajinska pjevačica Jamala. Ovom je pjesmom predstavljala Ukrajinu na Pjesmi Eurovizije 2016. i pobijedila, osvojivši ukupno 534 bodova.

## Pozadina i tekst
Tekst pjesme 1944 opisuje deportaciju Krimskih Tatara koju je 1940-ih godina provodio Sovjetski savez pod vodstvom Josifa Staljina zbog navodne suradnje sa nacistima. Jamala je bila posebno inspirirana pričom svoje prabake Nazilkane, koja imala oko 25 godina kada su je zajedno sa njenih petoro dece deportirali u zabačene djelove Srednje Azije. Jedna od njenih kćeri nije preživjela putovanje. Njen pradjed Džamalin borio se u Drugom svjetskom ratu na strani tadašnje Crvene armije, pa nije mogao zaštititi svoju obitelj.[nedostaje izvor]
Refren pjesme pisan je na krimskotatarskom jeziku i čine ga riječi iz krimskotatarske narodne pjesme Ey, güzel Qırım koju je Jamala čula od svoje prabake, što simbolizira gubitak mlade osobe koja je sprječena da živi u svojoj domovini. U pjesmi se može čuti instrument duduk koji svira Aram Kostandijan, kao i korištenje pjevačkog stila mugam.

## Rezultat na Pjesmi Eurovizije
Pjesma je pobjedila na Pjesmi Eurovizije 2016., osvojivši ukupno 534 bodova.
Nacionalni žiri je sa 320 bodova kao državu sa najboljom pjesmom izabrao Australiju, dok je publika sa 361 bodom kao pobjednika izabrala Rusiju. Rezultat teleglasanja Ukrajini je donjeo 323 bodova, što je nakon zbarajnja s 211 bodova od žirija bilo dovoljno za prvo mjesto, i to sa sveukupnim rezultatom od 534 bodova, Australijom na drugom te Rusijom na trećem mjestu.